# Thomasia laxiflora
Thomasia laxiflora är en malvaväxtart som beskrevs av George Bentham. Thomasia laxiflora ingår i släktet Thomasia och familjen malvaväxter. Inga underarter finns listade i Catalogue of Life.